# Дятлово (городской округ Клин)
Дя́тлово — деревня в Клинском районе Московской области России. Входит в состав сельского поселения Петровское. Население — 123 чел. (2010).

## География
Расположена в западной части района, в 5 км от автодороги Р107 Клин — Лотошино, примерно в 27 км к юго-западу от города Клина. Связана автобусным сообщением с районным центром. В деревне одна улица — Рыбхозная, зарегистрировано одно садовое товарищество. Ближайшие населённые пункты — деревни Новиково и Болдыриха.
В районе деревни, на реке Малой Сестре, расположен один из трёх участков рыбхоза «Клинский», одного из крупнейших рыбоводных хозяйств Московской области.

## Население
| 1852 | 1859 | 1890 | 1926 | 2002 | 2006 | 2010 |
| ---- | ---- | ---- | ---- | ---- | ---- | ---- |
| 384  | ↘357 | ↗447 | ↗614 | ↘125 | ↘120 | ↗123 |

## История
В «Списке населённых мест» 1862 года Дятлова — владельческая деревня Клинского уезда Московской губернии по правую сторону Волоколамского тракта, в 30 верстах от уездного города, при колодцах, с 63 дворами и 357 жителями (163 мужчины, 194 женщины).
По данным на 1890 год входила в состав Калеевской волости Клинского уезда, число душ составляло 447 человек.
В 1913 году — 96 дворов.
В 1917 году селение было передано Петровской волости Клинского уезда.
По материалам Всесоюзной переписи населения 1926 года — центр Дятловского сельсовета Петровской волости, проживало 614 жителей (290 мужчин, 324 женщины), насчитывалось 120 крестьянских хозяйств.
С 1929 года — центр Дятловского сельсовета в составе Клинского района Московского округа Московской области. Постановлением ЦИК и СНК СССР от 23 июля 1930 года округа́ как административно-территориальные единицы были ликвидированы.
В 1939 году Дятлово было передано Новиковскому сельсовету, в составе которого в том же году вошло в Высоковский район Московской области, образованный из части Клинского района в результате его разукрупнения.
В 1957 году Высоковский район был упразднён, а его территория возвращена Клинскому району.
1963—1965 — в составе Солнечногорского укрупнённого сельского района.
В 1975 году Новиковский сельсовет был упразднён, все его селения переданы Тарховскому сельсовету.
В 1994 году Московской областной думой было утверждено положение о местном самоуправлении в Московской области, сельские советы как административно-территориальные единицы были преобразованы в сельские округа.
В 1995 году из-за переноса административного центра Тарховский сельский округ был преобразован в Елгозинский.
1994—2006 год — деревня Елгозинского сельского округа Клинского района.
С 2006 года — деревня сельского поселения Петровское Клинского района Московской области.